# اچ‌ام‌اس پلیموث (اف۱۲۶)
اچ‌ام‌اس پلیموث (اف۱۲۶) (به انگلیسی: HMS Plymouth (F126)) یک کشتی است که طول آن ۳۷۰ فوت (۱۱۰ متر) می‌باشد. این کشتی در سال ۱۹۵۹ ساخته شد.